# Cinglis reducta
Cinglis reducta är en fjärilsart som beskrevs av Thierry-mieg 1915. Cinglis reducta ingår i släktet Cinglis och familjen mätare. Inga underarter finns listade i Catalogue of Life.